# El Fronton
Ne doit pas être confondu avec El Frontón.
Pour les articles homonymes, voir Fronton.
El Fronton est un spot de surf et de bodyboard situé sur la côte nord de la Grande Canarie (îles Canaries, Espagne).

## Compétition
Chaque année, El Fronton accueille la finale des championnats du monde de bodyboard.